# Take It to the Limit
Take It to the Limit is een nummer van de Amerikaanse band Eagles. Het nummer verscheen op hun album One of These Nights uit 1975. Op 15 november van dat jaar werd het nummer uitgebracht als de derde en laatste single van het album.

## Achtergrond
Take It to the Limit is geschreven door bandleden Randy Meisner, Don Henley en Glenn Frey en geproduceerd door Bill Szymczyk. Volgens basgitarist Meisner begon het nummer als zijn solocompositie; hij schreef de eerste regels op een akoestische gitaar nadat hij terugkwam van de nachtclub The Troubadour, maar hij had geen tijd om het af te maken voordat het opgenomen moest worden. Hierop hielpen Henley en Frey hem met de tekst. Meisner zei later dat dit typisch was voor zijn Eagles-nummers: "Ik zou een of twee coupletten krijgen, en toen was ik klaar, en zij hielpen met het invullen van de lege plekken". Meisner vertelde in de documentaire History of the Eagles dat het nummer gaat over dat men nog een keer tot de limiet moet gaan, voordat zij hiervoor te oud worden.
Take It to the Limit wordt gezongen door Meisner. Het is de enige single van de Eagles waarop hij als leadzanger te horen is, en tevens de eerste single van de groep waarop iemand anders dan Henley of Frey de leadzang op zich neemt. Het was ook de laatste single van de groep waarop Bernie Leadon te horen is als gitarist voordat hij zou worden vervangen door Joe Walsh. De albumversie van het nummer duurt een minuut langer dan de singleversie. Het is een van de weinige nummers van de groep die is geschreven in een driekwartsmaat, kenmerkend voor de wals.
Tijdens liveoptredens van de Eagles was Take It to the Limit een van de publieksfavorieten; volgens Henley en Frey waren fans dol op de hoge noten die Meisner haalde in het nummer. Meisner was zelf echter behoorlijk nerveus tijdens uitvoeringen van het nummer, omdat hij bang was dat hij de hoge noten niet zou halen. Frey stond er echter op dat hij dit wel zou doen, en tijdens een concert in 1977, richting het einde van een lange tournee, besloot Meisner om het niet te zingen, omdat hij zich enigszins ziek voelde. Na deze show kreeg hij ruzie met Frey, waarop hij door de rest van de bandleden voor de rest van de tournee werd genegeerd. Hierop besloot hij om in september 1977, na de tournee, uit de band te stappen. Hij werd vervangen door Timothy B. Schmit.
Take It to the Limit werd enkel een hit in een aantal Engelstalige landen. In thuisland de Verenigde Staten behaalde de plaat de 4e positie in de Billboard Hot 100, terwijl de plaat in het Verenigd Koninkrijk met een 12e positie in de UK Singles Chart tot dan toe de grootste hit van de band was. In Canada kwam de plaat tot de 16e positie en in Australië en Nieuw-Zeeland bereikte de plaat respectievelijk de posities 30 en 23. In 1978 nam Meisner het nummer opnieuw op voor zijn eerste soloalbum, waarop David Cassidy te horen is als achtergrondzanger. Andere artiesten die het nummer hebben gecoverd, zijn onder meer Suzy Bogguss, Cher, Etta James, Dave Mason, Richard Marx en Willie Nelson met Waylon Jennings.
In Nederland werd de single destijds wel regelmatig gedraaid op de landelijke radiozenders, maar bereikte desondanks niet de Nederlandse Top 40 en de Nationale Hitparade.
In België werden de beide Vlaamse hitlijsten niet bereikt.

## NPO Radio 2 Top 2000
| Nummer met noteringen in de NPO Radio 2 Top 2000 | '18  | '19  | '20  | '21-'22 | '23  |
| ------------------------------------------------ | ---- | ---- | ---- | ------- | ---- |
| Take It to the Limit                             | 1758 | 1672 | 1791 | -       | 1956 |

1. ↑  Een '-' betekent dat het nummer niet was genoteerd en een vetgedrukt getal geeft de hoogste notering aan.
2. ↑  2018 was het eerste jaar met een notering voor dit nummer.
3. ↑  Deze tabel is bijgewerkt tot en met de laatste editie (2024).